# American Dad/Episodenliste

Logo zur Serie

Diese Episodenliste enthält alle Episoden der US-amerikanischen Zeichentrickserie American Dad sortiert nach der US-amerikanischen Erstausstrahlung. Die Fernsehserie umfasst derzeit 21 Staffeln mit 388 Episoden.

## Übersicht
| Staffel | Episodenanzahl | Erstausstrahlung USA | Erstausstrahlung USA | Deutschsprachige Erstausstrahlung | Deutschsprachige Erstausstrahlung | Sender der Erstausstrahlung    |
| Staffel | Episodenanzahl | Staffelpremiere      | Staffelfinale        | Staffelpremiere                   | Staffelfinale                     | Sender der Erstausstrahlung    |
| ------- | -------------- | -------------------- | -------------------- | --------------------------------- | --------------------------------- | ------------------------------ |
| 1       | 7              | 6. Februar 2005      | 19. Juni 2005        | 3. Mai 2006                       | 14. Juni 2006                     | MTV                            |
| 2       | 16             | 11. September 2005   | 14. Mai 2006         | 21. Juni 2006                     | 3. Januar 2007                    | MTV                            |
| 3       | 19             | 10. September 2006   | 20. Mai 2007         | 4. April 2007                     | 12. September 2007                | MTV                            |
| 4       | 16             | 30. September 2007   | 18. Mai 2008         | 23. Juni 2008                     | 3. September 2008                 | MTV Comedy Central (1 Folge)   |
| 5       | 20             | 28. September 2008   | 17. Mai 2009         | 16. Februar 2010                  | 20. März 2010                     | VIVA Comedy Central (1 Folge)  |
| 6       | 18             | 27. September 2009   | 16. Mai 2010         | 7. Januar 2011                    | 4. März 2011                      | Comedy Central VIVA (2 Folgen) |
| 7       | 19             | 3. Oktober 2010      | 22. Mai 2011         | 13. November 2011                 | 3. März 2012                      | Comedy Central                 |
| 8       | 18             | 25. September 2011   | 13. Mai 2012         | 20. Mai 2013                      | 12. Juni 2013                     | VIVA                           |
| 9       | 19             | 30. September 2012   | 12. Mai 2013         | 9. November 2014                  | 14. Juli 2015                     | VIVA Comedy Central (1 Folge)  |
| 10      | 20             | 29. September 2013   | 18. Mai 2014         | 8. März 2015                      | 24. Dezember 2015                 | Comedy Central                 |
| 11      | 3              | 14. September 2014   | 21. September 2014   | 3. April 2016                     | 17. April 2016                    | Comedy Central                 |
| 12      | 15             | 20. Okt. 2014        | 1. Juni 2015         | 24. April 2016                    | 5. Juni 2016                      | Comedy Central                 |
| 13      | 22             | 25. Januar 2016      | 25. Juni 2016        | 23. Oktober 2016                  | 5. März 2017                      | Comedy Central                 |
| 14      | 22             | 7. November 2016     | 11. September 2017   | 13. Mai 2018                      | 30. September 2018                | TNT Comedy                     |
| 15      | 22             | 25. Dezember 2017    | 8. April 2019        | 13. Dezember 2018                 | 1. Oktober 2019                   | TNT Comedy                     |
| 16      | 22             | 15. April 2019       | 27. Apr. 2020        | 1. Oktober 2019                   | 1. Dezember 2020                  | TNT Comedy                     |
| 17      | 22             | 13. April 2020       | 21. Dezember 2020    | 24. November 2020                 | 9. Februar 2021                   | TNT Comedy                     |
| 18      | 22             | 19. April 2021       | 25. Oktober 2021     | 2. Februar 2022                   | 29. Juni 2022                     | Disney+                        |
| 19      | 22             | 24. Januar 2022      | 19. Dezember 2022    | 6. Dezember 2022                  | 22. Februar 2023                  | Warner TV Comedy / Disney+     |
| 20      | 22             | 27. März 2023        | 18. Dezember 2023    | 5. Dezember 2023                  | 7. Februar 2024                   | Warner TV Comedy / Disney+     |
| 21      | 22             | 28. Oktober 2024     | 24. März 2025        | 25. Februar 2025                  | 4. Juni 2025                      | Warner TV Comedy / Disney+     |

## Staffel 1
Die Erstausstrahlung der ersten Staffel war vom 6. Februar bis zum 19. Juni 2005 auf dem US-amerikanischen Fernsehsender Fox zu sehen. Die deutschsprachige Erstausstrahlung sendete der deutsche Fernsehsender MTV vom 3. Mai 2006 bis zum 14. Juni 2006.
| Nr. (ges.) | Nr. (St.) | Deutscher Titel             | Originaltitel          | Erstausstrahlung USA | Deutschsprachige Erstausstrahlung (D) | Regie                      | Drehbuch                                     |
| ---------- | --------- | --------------------------- | ---------------------- | -------------------- | ------------------------------------- | -------------------------- | -------------------------------------------- |
| 1          | 1         | Pilot                       | Pilot                  | 6. Feb. 2005         | 3. Mai 2006                           | Ron Hughart                | Seth MacFarlane, Mike Barker & Matt Weitzman |
| 2          | 2         | Radikale Maßnahmen          | Threat Levels          | 1. Mai 2005          | 10. Mai 2006                          | Brent Woods                | David Zuckerman                              |
| 3          | 3         | Vatersorgen                 | Stan Knows Best        | 8. Mai 2005          | 17. Mai 2006                          | Pam Cooke                  | Mike Barker & Matt Weitzman                  |
| 4          | 4         | Liebe auf den zweiten Blick | Francine’s Flashback   | 15. Mai 2005         | 31. Mai 2006                          | Caleb Meurer & Brent Woods | Rick Wiener & Kenny Schwartz                 |
| 5          | 5         | Roger auf Tour              | Roger Codger           | 5. Juni 2005         | 24. Mai 2006                          | Albert Calleros            | Dan Vebber                                   |
| 6          | 6         | Heimatschutz                | Homeland Insecurity    | 12. Juni 2005        | 7. Juni 2006                          | Rodney Clouden             | Neal Boushell & Sam O’Neal                   |
| 7          | 7         | Stans Wille geschehe        | Deacon Stan, Jesus Man | 19. Juni 2005        | 14. Juni 2006                         | John Aoshima               | Nahnatchka Khan                              |

## Staffel 2
Die Erstausstrahlung der zweiten Staffel war vom 11. September 2005 bis zum 14. Mai 2006 auf dem US-amerikanischen Fernsehsender Fox zu sehen. Die deutschsprachige Erstausstrahlung sendete der deutsche Fernsehsender MTV vom 21. Juni 2006 bis zum 3. Januar 2007.
| Nr. (ges.) | Nr. (St.) | Deutscher Titel              | Originaltitel                        | Erstausstrahlung USA | Deutschsprachige Erstausstrahlung (D) | Regie           | Drehbuch                     |
| ---------- | --------- | ---------------------------- | ------------------------------------ | -------------------- | ------------------------------------- | --------------- | ---------------------------- |
| 8          | 1         | Beförderung mit Hindernissen | Bullocks to Stan                     | 11. Sep. 2005        | 28. Juni 2006                         | Brent Woods     | Alison McDonald              |
| 9          | 2         | Selbst ist der Mann          | A Smith in the Hand                  | 18. Sep. 2005        | 5. Juli 2006                          | Pam Cooke       | David Hemingson              |
| 10         | 3         | Alles über Steve             | All About Steve                      | 25. Sep. 2005        | 21. Juni 2006                         | Mike Kim        | Chris McKenna & Matt McKenna |
| 11         | 4         | Zwielichtiges Erbe           | Con Heir                             | 2. Okt. 2005         | 12. Juli 2006                         | Albert Calleros | Steve Hely                   |
| 12         | 5         | Stan von Arabien Teil 1      | Stan of Arabia: Part 1               | 6. Nov. 2005         | 19. Juli 2006                         | Rodney Clouden  | Nahnatchka Khan              |
| 13         | 6         | Stan von Arabien Teil 2      | Stan of Arabia: Part 2               | 13. Nov. 2005        | 26. Juli 2006                         | Anthony Lioi    | Carter Bays & Craig Thomas   |
| 14         | 7         | Stan im Waffen-Wunderland    | Stannie Get Your Gun                 | 20. Nov. 2005        | 1. Nov. 2006                          | John Aoshima    | Brian Boyle                  |
| 15         | 8         | Starallüren                  | Star Trek                            | 27. Nov. 2005        | 8. Nov. 2006                          | Mike Kim        | Chris McKenna & Matt McKenna |
| 16         | 9         | Der Ladybugs-Club            | Not Particularly Desperate Housewife | 18. Dez. 2005        | 15. Nov. 2006                         | Brent Woods     | Dan Vebber                   |
| 17         | 10        | Wer ist hier der Boss?       | Rough Trade                          | 8. Jan. 2006         | 22. Nov. 2006                         | Pam Cooke       | David Zuckerman              |
| 18         | 11        | Der kleine Muffin-Laden      | Finances with Wolves                 | 29. Jan. 2006        | 29. Nov. 2006                         | Albert Calleros | Neal Boushell & Sam O’Neal   |
| 19         | 12        | Stan, der Ballkönig          | It’s Good to Be Queen                | 26. Feb. 2006        | 6. Dez. 2006                          | Rodney Clouden  | Alison McDonald              |
| 20         | 13        | Freundschaft verbindet       | Roger ’n’ Me                         | 23. Apr. 2006        | 13. Dez. 2006                         | Anthony Lioi    | Rick Wiener & Kenny Schwartz |
| 21         | 14        | Busenfreunde                 | Helping Handis                       | 30. Apr. 2006        | 20. Dez. 2006                         | Caleb Meurer    | Nahnatchka Khan              |
| 22         | 15        | Der neue Sohn                | With Friends Like Steve’s            | 7. Mai 2006          | 27. Dez. 2006                         | John Aoshima    | Erik Durbin                  |
| 23         | 16        | Clooneys Tränen              | Tears of a Clooney                   | 14. Mai 2006         | 3. Jan. 2007                          | Brent Woods     | Chris McKenna & Matt McKenna |

## Staffel 3
Die Erstausstrahlung der dritten Staffel war vom 10. September 2006 bis zum 20. Mai 2007 auf dem US-amerikanischen Fernsehsender Fox zu sehen. Die deutschsprachige Erstausstrahlung sendete der deutsche Fernsehsender MTV vom 4. April bis zum 12. September 2007.
| Nr. (ges.) | Nr. (St.) | Deutscher Titel                            | Originaltitel                             | Erstausstrahlung USA | Deutschsprachige Erstausstrahlung (D) | Regie                     | Drehbuch                                      |
| ---------- | --------- | ------------------------------------------ | ----------------------------------------- | -------------------- | ------------------------------------- | ------------------------- | --------------------------------------------- |
| 24         | 1         | Camp Refoogee                              | Camp Refoogee                             | 10. Sep. 2006        | 4. Apr. 2007                          | Albert Calleros           | Josh Bycel & Jonathan Fener                   |
| 25         | 2         | Eine Frage des Gewichts                    | The American Dad After School Special     | 17. Sep. 2006        | 11. Apr. 2007                         | Pam Cooke                 | Dan Vebber                                    |
| 26         | 3         | Die harte Tour                             | Failure Is Not a Factory-Installed Option | 24. Sep. 2006        | 18. Apr. 2007                         | Rodney Clouden            | Etan Cohen                                    |
| 27         | 4         | Hauptsache Republikaner                    | Lincoln Lover                             | 5. Nov. 2006         | 25. Apr. 2007                         | Brent Woods               | Rick Wiener, Kenny Schwartz & Nahnatchka Khan |
| 28         | 5         | Aufbruch in neue Welten                    | Dungeons and Wagons                       | 12. Nov. 2006        | 2. Mai 2007                           | Kurt Dumas & Anthony Lioi | Michael Shipley & Jim Bernstein               |
| 29         | 6         | Iced, Iced Babies                          | Iced, Iced Babies                         | 19. Nov. 2006        | 9. Mai 2007                           | Caleb Meurer              | Steve Hely                                    |
| 30         | 7         | Die Braut für alle Fälle                   | Of Ice and Men                            | 26. Nov. 2006        | 16. Mai 2007                          | John Aoshima              | Brian Boyle                                   |
| 31         | 8         | In Sachen Steve                            | Irregarding Steve                         | 10. Dez. 2006        | 23. Mai 2007                          | Pam Cooke                 | Chris McKenna & Matt McKenna                  |
| 32         | 9         | Zurück zu Weihnachten                      | The Best Christmas Story Never Told       | 17. Dez. 2006        | 30. Mai 2007                          | Albert Calleros           | Brian Boyle                                   |
| 33         | 10        | Mein Freund Bush                           | Bush Comes to Dinner                      | 7. Jan. 2007         | 6. Juni 2007                          | Mike Kim                  | Mike Barker & Matt Weitzman                   |
| 34         | 11        | Illegale Zaubärhaftis                      | American Dream Factory                    | 28. Jan. 2007        | 13. Juni 2007                         | Rodney Clouden            | Nahnatchka Khan                               |
| 35         | 12        | Roger, mein außerirdischer Freund          | A.T. The Abusive Terrestrial              | 11. Feb. 2007        | 20. Juni 2007                         | Joe Daniello              | Dan Vebber                                    |
| 36         | 13        | Das Vermächtnis der geheimen Erdnussbutter | Black Mystery Month                       | 18. Feb. 2007        | 1. Aug. 2007                          | Brent Woods               | Laura McCreary                                |
| 37         | 14        | Thermonukleare Angriffsübung für Blödköpfe | An Apocalypse to Remember                 | 25. Feb. 2007        | 8. Aug. 2007                          | John Aoshima              | Erik Durbin                                   |
| 38         | 15        | Vier kleine Worte                          | Four Little Words                         | 1. Apr. 2007         | 15. Aug. 2007                         | Caleb Meurer              | David Zuckerman                               |
| 39         | 16        | When a Stan Loves a Woman                  | When a Stan Loves a Woman                 | 29. Apr. 2007        | 22. Aug. 2007                         | Rodney Clouden            | Rick Wiener & Kenny Schwartz                  |
| 40         | 17        | Lass die Leute reden                       | I Can’t Stan You                          | 6. Mai 2007          | 29. Aug. 2007                         | Pam Cooke                 | Michael Shipley & Jim Bernstein               |
| 41         | 18        | Der glorreiche Steven                      | The Magnificent Steven                    | 13. Mai 2007         | 5. Sep. 2007                          | Mike Kim                  | Steve Hely                                    |
| 42         | 19        | Viel Rauch um Nichts                       | Joint Custody                             | 20. Mai 2007         | 12. Sep. 2007                         | Joe Daniello              | Keith Heisler                                 |

## Staffel 4
Die Erstausstrahlung der vierten Staffel war vom 30. September 2007 bis zum 18. Mai 2008 auf dem US-amerikanischen Fernsehsender Fox zu sehen. Die deutschsprachige Erstausstrahlung sendete der deutsche Fernsehsender MTV vom 23. Juni bis zum 3. September 2008.
| Nr. (ges.) | Nr. (St.) | Deutscher Titel                              | Originaltitel                                  | Erstausstrahlung USA | Deutschsprachige Erstausstrahlung (D) | Regie           | Drehbuch                     |
| ---------- | --------- | -------------------------------------------- | ---------------------------------------------- | -------------------- | ------------------------------------- | --------------- | ---------------------------- |
| 43         | 1         | Schleim verbindet                            | The Vacation Goo                               | 30. Sep. 2007        | 23. Juni 2008                         | Albert Calleros | Josh Bycel & Jonathan Fener  |
| 44         | 2         | Politessen an die Macht                      | Meter Made                                     | 7. Okt. 2007         | 24. Juni 2008                         | Bob Bowen       | Dan Vebber                   |
| 45         | 3         | Die Magie Gottes                             | Dope & Faith                                   | 14. Okt. 2007        | 30. Juni 2008                         | Caleb Meurer    | Michael Shipley              |
| 46         | 4         | Meine Frau, ihre Chinaeltern und ich         | Big Trouble in Little Langley                  | 4. Nov. 2007         | 1. Juli 2008                          | John Aoshima    | Rick Wiener & Kenny Schwartz |
| 47         | 5         | Haylias - Die Agentin                        | Haylias                                        | 11. Nov. 2007        | 7. Juli 2008                          | Brent Woods     | David Zuckerman              |
| 48         | 6         | Jungfrau (42), männlich, killt               | The 42-Year-Old Virgin                         | 18. Nov. 2007        | 8. Juli 2008                          | Pam Cooke       | Nahnatchka Khan              |
| 49         | 7         | Schwule Schwangerschaft                      | Surro-Gate                                     | 2. Dez. 2007         | 14. Juli 2008                         | Tim Parsons     | Erik Durbin                  |
| 50         | 8         | Himmlische Weihnachten                       | The Most Adequate Christmas Ever               | 16. Dez. 2007        | 28. Juli 2008                         | John Aoshima    | Jim Bernstein                |
| 51         | 9         | Von Natur aus böse                           | Frannie 911                                    | 6. Jan. 2008         | 15. Juli 2008                         | Joe Daniello    | Brian Boyle                  |
| 52         | 10        | Ein Quantum Tränen                           | Tearjerker                                     | 13. Jan. 2008        | 21. Juli 2008                         | Albert Calleros | Jonathan Fener               |
| 53         | 11        | Die Eine oder keine                          | Oedipal Panties                                | 27. Jan. 2008        | 22. Juli 2008                         | Rodney Clouden  | David Hemingson              |
| 54         | 12        | Mord ist mein Geschäft                       | Widowmaker                                     | 17. Feb. 2008        | 29. Juli 2008                         | Bob Bowen       | Keith Heisler                |
| 55         | 13        | Kalter Krieg am Gartenzaun                   | Red October Sky                                | 27. Apr. 2008        | 4. Aug. 2008                          | Caleb Meurer    | Steve Hely                   |
| 56         | 14        | Alien Undercover                             | Office Spaceman                                | 4. Mai 2008          | 5. Aug. 2008                          | Brent Woods     | Laura McCreary               |
| 57         | 15        | Indiana Smith: Auf der Suche nach Ollis Gold | Stanny Slickers II: The Legend of Ollie’s Gold | 11. Mai 2008         | 11. Aug. 2008                         | Pam Cooke       | Erik Sommers                 |
| 58         | 16        | Spring Break Wahnsinn                        | Spring Breakup                                 | 18. Mai 2008         | 3. Sep. 2008                          | Albert Calleros | Nahnatchka Khan              |

## Staffel 5
Die Erstausstrahlung der fünften Staffel war vom 28. September 2008 bis zum 17. Mai 2009 auf dem US-amerikanischen Fernsehsender Fox zu sehen. Die deutschsprachige Erstausstrahlung sendete der deutsche Fernsehsender VIVA vom 16. Februar bis zum 20. März 2010.
| Nr. (ges.) | Nr. (St.) | Deutscher Titel                       | Originaltitel             | Erstausstrahlung USA | Deutschsprachige Erstausstrahlung (D) | Regie                  | Drehbuch                        |
| ---------- | --------- | ------------------------------------- | ------------------------- | -------------------- | ------------------------------------- | ---------------------- | ------------------------------- |
| 59         | 1         | Das darf man nur als Teenager         | 1600 Candles              | 28. Sep. 2008        | 16. Feb. 2010                         | Caleb Meurer           | Rick Wiener & Kenny Schwartz    |
| 60         | 2         | Ein Roger sieht rot                   | The One That Got Away     | 5. Okt. 2008         | 17. Feb. 2010                         | Tim Parsons            | Chris McKenna & Matt McKenna    |
| 61         | 3         | Bullock und sein Ja-Sager             | One Little Word           | 19. Okt. 2008        | 20. Feb. 2010                         | Rodney Clouden         | David Zuckerman                 |
| 62         | 4         | Travis oder Stan?                     | Choosy Wives Choose Smith | 2. Nov. 2008         | 20. Feb. 2010                         | Joe Daniello           | Matt Fusfeld & Alex Cuthbertson |
| 63         | 5         | Steve, die Klapperschlange            | Escape from Pearl Bailey  | 9. Nov. 2008         | 23. Feb. 2010                         | Bob Bowen              | Dan Vebber                      |
| 64         | 6         | Hayley liebt Stan Bill                | Pulling Double Booty      | 16. Nov. 2008        | 24. Feb. 2010                         | John Aoshima           | Brian Boyle                     |
| 65         | 7         | Das Phantom des Spendenmarathons      | Phantom of the Telethon   | 30. Nov. 2008        | 27. Feb. 2010                         | Brent Woods            | Mike Barker & Matt Weitzman     |
| 66         | 8         | Nur die inneren Werte zählen...oder?! | Chimdale                  | 25. Jan. 2009        | 27. Feb. 2010                         | Pam Cooke & Jansen Yee | Keith Heisler                   |
| 67         | 9         | Stan-Zeit                             | Stan Time                 | 8. Feb. 2009         | 2. März 2010                          | Joe Daniello           | Jonathan Fener                  |
| 68         | 10        | Roger im Familienrausch               | Family Affair             | 15. Feb. 2009        | 3. März 2010                          | Tim Parsons            | Erik Durbin                     |
| 69         | 11        | Gesetz ist Gesetz                     | Live and Let Fry          | 1. März 2009         | 6. März 2010                          | Albert Calleros        | Laura McCreary                  |
| 70         | 12        | Roy Rogers McFreely                   | Roy Rogers McFreely       | 8. März 2009         | 6. März 2010                          | Bob Bowen              | Brian Boyle                     |
| 71         | 13        | Jack ist wieder da                    | Jack’s Back               | 15. März 2009        | 9. März 2010                          | Rodney Clouden         | David Zuckerman                 |
| 72         | 14        | Der Bar-Mizwa - Clou                  | Bar Mitzvah Shuffle       | 22. März 2009        | 10. März 2010                         | Brent Woods            | Chris McKenna & Matt McKenna    |
| 73         | 15        | Die Ersatzehefrau                     | Wife Insurance            | 29. März 2009        | 13. März 2010                         | John Aoshima           | Erik Sommers                    |
| 74         | 16        | Delorean-Roadtrip                     | Delorean Story-an         | 19. Apr. 2009        | 13. März 2010                         | Joe Daniello           | Matt Fusfeld & Alex Cuthbertson |
| 75         | 17        | Ein Vater-Sohn-Moment                 | Every Which Way But Lose  | 26. Apr. 2009        | 16. März 2010                         | Pam Cooke & Jansen Yee | Steve Hely                      |
| 76         | 18        | Der Entscheider                       | Weiner of Our Discontent  | 3. Mai 2009          | 17. März 2010                         | Tim Parsons            | Laura McCreary                  |
| 77         | 19        | Schwul ist cool                       | Daddy Queerest            | 10. Mai 2009         | 20. März 2010                         | Albert Calleros        | Nahnatchka Khan                 |
| 78         | 20        | Eine Nacht für Stan                   | Stan’s Night Out          | 17. Mai 2009         | 20. März 2010                         | Bob Bowen              | Jim Bernstein                   |

## Staffel 6
Die Erstausstrahlung der sechsten Staffel war vom 27. September 2009 bis zum 16. Mai 2010 auf dem US-amerikanischen Fernsehsender Fox zu sehen. Die deutschsprachige Erstausstrahlung sendeten die deutschen Fernsehsender VIVA und Comedy Central im Zeitraum vom 7. Januar bis zum 4. März 2011.
| Nr. (ges.) | Nr. (St.) | Deutscher Titel                | Originaltitel                         | Erstausstrahlung USA | Deutschsprachige Erstausstrahlung (D) | Regie                             | Drehbuch                        |
| ---------- | --------- | ------------------------------ | ------------------------------------- | -------------------- | ------------------------------------- | --------------------------------- | ------------------------------- |
| 79         | 1         | Der Soldat Steve Smith         | In Country… Club                      | 27. Sep. 2009        | 28. Jan. 2011                         | Albert Calleros & Josue Cervantes | Judah Miller & Murray Miller    |
| 80         | 2         | Der Diktator von Isla Island   | Moon over Isla Island                 | 4. Okt. 2009         | 7. Jan. 2011                          | Rodney Clouden                    | Jonathan Fener                  |
| 81         | 3         | Steve allein zu Hause          | Home Adrone                           | 11. Okt. 2009        | 7. Jan. 2011                          | Brent Woods                       | Erik Sommers                    |
| 82         | 4         | Meine Frau, mein Alien und Ich | Brains, Brains and Automobiles        | 18. Okt. 2009        | 21. Jan. 2011                         | Pam Cooke & Jansen Yee            | Keith Heisler                   |
| 83         | 5         | Das Kind im Manne              | Man in the Moonbounce                 | 8. Nov. 2009         | 21. Jan. 2011                         | Tim Parsons                       | Brian Boyle                     |
| 84         | 6         | Mehr Schein als Sein           | Shallow Vows                          | 15. Nov. 2009        | 14. Jan. 2011                         | John Aoshima                      | Rick Wiener & Kenny Schwartz    |
| 85         | 7         | Mein persönlicher Rockstar     | My Morning Straitjacket               | 22. Nov. 2009        | 4. Feb. 2011                          | Chris Bennett                     | Mike Barker                     |
| 86         | 8         | Der Leoparden-Tanga            | G-String Circus                       | 29. Nov. 2009        | 28. Jan. 2011                         | Bob Bowen                         | Erik Durbin                     |
| 87         | 9         | Die verrückte Entrückung       | Rapture’s Delight                     | 13. Dez. 2009        | 14. Jan. 2011                         | Joe Daniello                      | Chris McKenna & Matt McKenna    |
| 88         | 10        | Einem geschenkten Gaul         | Don’t look a Smith Horse in the Mouth | 3. Jan. 2010         | 4. Feb. 2011                          | Rodney Clouden                    | Matt Fusfeld & Alex Cuthbertson |
| 89         | 11        | Süchtig ist der Mann           | A Jones for a Smith                   | 31. Jan. 2010        | 11. Feb. 2011                         | John Aoshima & Jansen Yee         | Laura McCreary                  |
| 90         | 12        | Ein Held wie du und ich        | May the Best Stan Win                 | 14. Feb. 2010        | 18. Feb. 2011                         | Pam Cooke                         | Murray Miller & Judah Miller    |
| 91         | 13        | Stan Salvation                 | Return of the Bling                   | 21. Feb. 2010        | 11. Feb. 2011                         | Joe Daniello                      | Nahnatchka Khan                 |
| 92         | 14        | Roger, der korrupte Bulle      | Cops and Roger                        | 11. Apr. 2010        | 18. Feb. 2011                         | Tim Parsons                       | Erik Durbin                     |
| 93         | 15        | In vino veritas                | Merlot Down Dirty Shame               | 18. Apr. 2010        | 25. Feb. 2011                         | Josue Cervantes                   | Brian Boyle                     |
| 94         | 16        | Steve schlägt zurück           | Bully for Steve                       | 25. Apr. 2010        | 4. März 2011                          | Rodney Clouden                    | Matt Fusfeld & Alex Cuthbertson |
| 95         | 17        | Stan hat Schiss                | An Incident at Owl Creek              | 9. Mai 2010          | 25. Feb. 2011                         | John Aoshima & Jansen Yee         | Alan R. Cohen & Alan Freedland  |
| 96         | 18        | Der große Weltraum-Roast       | Great Space Roaster                   | 16. Mai 2010         | 4. März 2011                          | Joe Daniello                      | Jonathan Fener                  |

## Staffel 7
Die Erstausstrahlung der siebten Staffel war vom 3. Oktober 2010 bis zum 22. Mai 2011 auf dem US-amerikanischen Fernsehsender Fox zu sehen. Die deutschsprachige Erstausstrahlung sendete der deutsche Fernsehsender Comedy Central vom 13. November 2011 bis zum 3. März 2012.
| Nr. (ges.) | Nr. (St.) | Deutscher Titel                            | Originaltitel                             | Erstausstrahlung USA | Deutschsprachige Erstausstrahlung (D) | Regie                     | Drehbuch                        |
| ---------- | --------- | ------------------------------------------ | ----------------------------------------- | -------------------- | ------------------------------------- | ------------------------- | ------------------------------- |
| 97         | 1         | 100 AD                                     | 100 A.D.                                  | 3. Okt. 2010         | 13. Nov. 2011                         | Tim Parsons               | Keith Heisler                   |
| 98         | 2         | Steve-A-Rino                               | Son of Stan                               | 10. Okt. 2010        | 13. Nov. 2011                         | Chris Bennett             | Erik Sommers                    |
| 99         | 3         | Das gruseligste Spukhaus von Langley Falls | Best Little Horror House in Langley Falls | 7. Nov. 2010         | 20. Nov. 2011                         | John Aoshima & Jansen Yee | Eric Weinberg                   |
| 100        | 4         | Stans Restaurant                           | Stan’s Food Restaurant                    | 14. Nov. 2010        | 20. Nov. 2011                         | Josue Cervantes           | Brian Boyle                     |
| 101        | 5         | Francine Ling                              | White Rice                                | 21. Nov. 2010        | 27. Nov. 2011                         | Bob Bowen                 | Rick Wiener & Kenny Schwartz    |
| 102        | 6         | Blutsbrüder                                | There Will Be Bad Blood                   | 28. Nov. 2010        | 4. Dez. 2011                          | Joe Daniello              | Murray Miller & Judah Miller    |
| 103        | 7         | Der Staat gegen Martin Sugar               | The People vs. Martin Sugar               | 5. Dez. 2010         | 11. Dez. 2011                         | Pam Cooke                 | Jonathan Fener                  |
| 104        | 8         | Süßer die Glocken nie klingen              | For Whom The Sleigh Bell Tolls            | 12. Dez. 2010        | 18. Dez. 2011                         | Bob Bowen                 | Erik Durbin                     |
| 105        | 9         | Ein Concierge zum Verlieben                | Fart-Break Hotel                          | 16. Jan. 2011        | 25. Dez. 2011                         | Rodney Clouden            | Chris McKenna & Matt McKenna    |
| 106        | 10        | Stanny-Boy und Frantastic                  | Stanny Boy And Frantastic                 | 23. Jan. 2011        | 1. Jan. 2012                          | Pam Cooke                 | Laura McCreary                  |
| 107        | 11        | Der Pinata-Mann                            | A Piñata Named Desire                     | 13. Feb. 2011        | 8. Jan. 2012                          | Bob Bowen                 | Chris McKenna & Matt McKenna    |
| 108        | 12        | Der neue Mieter                            | You Debt Your Life                        | 20. Feb. 2011        | 15. Jan. 2012                         | Chris Bennett             | Erik Sommers                    |
| 109        | 13        | Das Oberwalross                            | I Am The Walrus                           | 27. März 2011        | 22. Jan. 2012                         | Tim Parsons               | Keith Heisler                   |
| 110        | 14        | Vitamin Golf                               | School Lies                               | 3. Apr. 2011         | 29. Jan. 2012                         | Rodney Clouden            | Brian Boyle                     |
| 111        | 15        | Talking Heads                              | License to Till                           | 10. Apr. 2011        | 4. Feb. 2012                          | John Aoshima & Jansen Yee | Matt Fusfeld & Alex Cuthbertson |
| 112        | 16        | Jenny Fromdablock                          | Jenny Fromdablock                         | 17. Apr. 2011        | 11. Feb. 2012                         | Bob Bowen                 | Laura McCreary                  |
| 113        | 17        | Hausfriedensbruch                          | Home Wrecker                              | 8. Mai 2011          | 18. Feb. 2012                         | Joe Daniello              | Alan R. Cohen & Alan Freedland  |
| 114        | 18        | Eine ätzende Kollegin                      | Flirting With Disaster                    | 15. Mai 2011         | 25. Feb. 2012                         | Pam Cooke                 | Keith Heisler                   |
| 115        | 19        | Gorillas im Nebel                          | Gorillas in the Mist                      | 22. Mai 2011         | 3. März 2012                          | Chris Bennett             | Erik Durbin                     |

## Staffel 8
Die Erstausstrahlung der achten Staffel war vom 25. September 2011 bis zum 13. Mai 2012 auf dem US-amerikanischen Sender Fox zu sehen. Die deutschsprachige Erstausstrahlung sendete der deutsche Fernsehsender VIVA vom 20. Mai bis 12. Juni 2013.
| Nr. (ges.) | Nr. (St.) | Deutscher Titel                    | Originaltitel                                     | Erstausstrahlung USA | Deutschsprachige Erstausstrahlung (D) | Regie                         | Drehbuch                        |
| ---------- | --------- | ---------------------------------- | ------------------------------------------------- | -------------------- | ------------------------------------- | ----------------------------- | ------------------------------- |
| 116        | 1         | Zu heiß gebadet                    | Hot Water                                         | 25. Sep. 2011        | 20. Mai 2013                          | Chris Bennett                 | Judah Miller & Murray Miller    |
| 117        | 2         | Hurrikan                           | Hurricane!                                        | 2. Okt. 2011         | 21. Mai 2013                          | Tim Parsons                   | Erik Sommers                    |
| 118        | 3         | Von Mund nach Schnauze             | A Ward Show                                       | 6. Nov. 2011         | 22. Mai 2013                          | Josue Cervantes               | Erik Durbin                     |
| 119        | 4         | Trauzeuge Stan                     | The Worst Stan                                    | 13. Nov. 2011        | 20. Mai 2013                          | Rodney Clouden                | Nahnatchka Khan                 |
| 120        | 5         | Avatussi                           | Virtual In-Stanity                                | 20. Nov. 2011        | 20. Mai 2013                          | Shawn Murray                  | Jordan Blum & Parker Deay       |
| 121        | 6         | Stan in Black                      | The Scarlett Getter                               | 27. Nov. 2011        | 21. Mai 2013                          | Josue Cervantes               | Matt Fusfeld & Alex Cuthbertson |
| 122        | 7         | Rohes Fest                         | Season’s Beatings                                 | 11. Dez. 2011        | 28. Mai 2013                          | Joe Daniello                  | Erik Sommers                    |
| 123        | 8         | Mut und Wut                        | The Unbrave One                                   | 8. Jan. 2012         | 20. Mai 2013                          | Joe Daniello                  | Rick Wiener & Kenny Schwartz    |
| 124        | 9         | Lieber Arm ab, als arm dran        | Stanny Tendergrass                                | 29. Jan. 2012        | 20. Mai 2013                          | Tim Parsons                   | Keith Heisler                   |
| 125        | 10        | Rolli, Beinmann und Opas Schlüssel | Wheels & The Legman and The Case of Grandpa's Key | 12. Feb. 2012        | 20. Mai 2013                          | Josue Cervantes               | Laura McCreary                  |
| 126        | 11        | Der Berg ruft                      | Old Stan in the Mountain                          | 19. Feb. 2012        | 20. Mai 2013                          | Pam Cooke & Valerie Fletcher  | Jonathan Fener                  |
| 127        | 12        | Der Herr der Ringer                | The Wrestler                                      | 4. März 2012         | 20. Mai 2013                          | Rodney Clouden                | Alan R. Cohen & Alan Freedland  |
| 128        | 13        | Dr. Klaustus                       | Dr. Klaustus                                      | 11. März 2012        | 20. Mai 2013                          | John Aoshima & Jansen Yee     | Brian Boyle                     |
| 129        | 14        | Hundeliebe                         | Stan’s Best Friend                                | 18. März 2012        | 20. Mai 2013                          | John Aoshima & Jansen Yee     | Jonathan Fener                  |
| 130        | 15        | Ohne Moos nichts los               | Less Money, Mo’ Problems                          | 25. März 2012        | 7. Juni 2013                          | Chris Bennett                 | Murray Miller & Judah Miller    |
| 131        | 16        | Reine Nierensache                  | The Kidney Stays in the Picture                   | 1. Apr. 2012         | 10. Juni 2013                         | Pam Cooke & Valerie Fletcher  | Rick Wiener & Kenny Schwartz    |
| 132        | 17        | Ricky Spanish                      | Ricky Spanish                                     | 6. Mai 2012          | 11. Juni 2013                         | Shawn Murray                  | Erik Sommers                    |
| 133        | 18        | Spiel des Lebens                   | Toy Whorey                                        | 13. Mai 2012         | 12. Juni 2013                         | Tim Parsons & Jennifer Graves | Matt Fusfeld & Alex Cuthbertson |

## Staffel 9
Die Erstausstrahlung der neunten Staffel war vom 30. September 2012 bis zum 12. Mai 2013 auf dem US-amerikanischen Fernsehsender Fox zu sehen. Die deutschsprachige Erstausstrahlung der Episoden 2 bis 19 sendete der deutsche Free-TV-Sender VIVA vom 9. November 2014 bis zum 4. Januar 2015. Die Staffelpremiere wurde am 14. Juli 2015 auf Comedy Central gezeigt.
| Nr. (ges.) | Nr. (St.) | Deutscher Titel                                                        | Originaltitel                                                          | Erstausstrahlung USA | Deutschsprachige Erstausstrahlung (D) | Regie                         | Drehbuch                        |
| ---------- | --------- | ---------------------------------------------------------------------- | ---------------------------------------------------------------------- | -------------------- | ------------------------------------- | ----------------------------- | ------------------------------- |
| 134        | 1         | Wie eine zweite Haut                                                   | Love, AD Style                                                         | 30. Sep. 2012        | 14. Juli 2015                         | Josue Cervantes               | Erik Durbin                     |
| 135        | 2         | Mörderischer Urlaub                                                    | Killer Vacation                                                        | 7. Okt. 2012         | 9. Nov. 2014                          | Rodney Clouden                | Rick Wiener & Kenny Schwartz    |
| 136        | 3         | Freunde fürs Leben                                                     | Can I Be Frank With You                                                | 4. Nov. 2012         | 9. Nov. 2014                          | Pam Cooke & Valerie Fletcher  | Judah Miller                    |
| 137        | 4         | Familienbande                                                          | American Stepdad                                                       | 18. Nov. 2012        | 16. Nov. 2014                         | Shawn Murray                  | Jordan Blum & Parker Deay       |
| 138        | 5         | Jahrmarkt der Eitelkeiten                                              | Why Can't We Be Friends?                                               | 2. Dez. 2012         | 16. Nov. 2014                         | Jansen Yee                    | Jonathan Fener                  |
| 139        | 6         | Hayleysitter                                                           | Ad-Ventures in Hayleysitting                                           | 9. Dez. 2012         | 23. Nov. 2014                         | Tim Parsons & Jennifer Graves | Matt Fusfeld & Alex Cuthbertson |
| 140        | 7         | Die wahre Geschichte von Baby Franny                                   | National Treasure 4: Baby Franny: She's Doing Well: The Hole Story     | 23. Dez. 2012        | 23. Nov. 2014                         | Chris Bennett                 | Murray Miller                   |
| 141        | 8         | Fingerfood                                                             | Finger Lenting Good                                                    | 6. Jan. 2013         | 30. Nov. 2014                         | Joe Daniello                  | Laura McCreary                  |
| 142        | 9         | Die Abenteuer von Twill Ongenbone und seinem Assistenten Jabari        | The Adventures of Twill Ongenbone and his Boy Jabari                   | 13. Jan. 2013        | 30. Nov. 2014                         | Josue Cervantes               | Brian Boyle                     |
| 143        | 10        | Das Blut schreit zum Himmel                                            | Blood Crieth Unto Heaven                                               | 27. Jan. 2013        | 7. Dez. 2014                          | Joe Daniello                  | Brian Boyle                     |
| 144        | 11        | Überall Jets                                                           | Max Jets                                                               | 10. Feb. 2013        | 7. Dez. 2014                          | Tim Parsons & Jennifer Graves | Keith Heisler                   |
| 145        | 12        | Es gibt für alles eine Lösung                                          | Naked to the Limit, One more Time                                      | 17. Feb. 2013        | 14. Dez. 2014                         | Chris Bennett                 | Keith Heisler                   |
| 146        | 13        | In dunkler Mission                                                     | For Black Eyes Only                                                    | 10. März 2013        | 14. Dez. 2014                         | Jansen Yee                    | Jonathan Fener                  |
| 147        | 14        | Buchstabensalat                                                        | Spelling Bee My Baby                                                   | 24. März 2013        | 21. Dez. 2014                         | Rodney Clouden                | Lesley Wake Webster             |
| 148        | 15        | Der fehlende Kick                                                      | The Missing Kink                                                       | 14. Apr. 2013        | 21. Dez. 2014                         | Pam Cooke & Valerie Fletcher  | Jeff Chiang & Eric Ziobrowski   |
| 149        | 16        | Stan, bleib' wie du bist                                               | The Boring Identity                                                    | 21. Apr. 2013        | 28. Dez. 2014                         | Jansen Yee                    | Erik Sommers                    |
| 150        | 17        | Avery Bullocks gesamte intellektuelle Wahrnehmung der Memme Stan Smith | The Full Cognitive Redaction of Avery Bullock by the Coward Stan Smith | 28. Apr. 2013        | 28. Dez. 2014                         | Shawn Murray                  | Erik Durbin                     |
| 151        | 18        | Verloren im All                                                        | Lost in Space                                                          | 5. Mai 2013          | 4. Jan. 2015                          | Chris Bennett                 | Mike Barker                     |
| 152        | 19        | Der Flippity Flop                                                      | Da Flippity Flop                                                       | 12. Mai 2013         | 4. Jan. 2015                          | Rodney Clouden                | Matt Weitzman                   |

## Staffel 10
Die Erstausstrahlung der zehnten Staffel war vom 29. September 2013 bis zum 18. Mai 2014 auf dem US-amerikanischen Fernsehsender Fox zu sehen. Die deutschsprachige Erstausstrahlung der Episoden 1 bis 7 und 9 bis 20 sendete der deutsche Free-TV-Sender Comedy Central vom 8. März 2015 bis zum 28. Juni 2015. Die achte Episode wurde am 24. Dezember 2015 auf Comedy Central gezeigt.
| Nr. (ges.) | Nr. (St.) | Deutscher Titel                    | Originaltitel                           | Erstausstrahlung USA | Deutschsprachige Erstausstrahlung (D) | Regie                         | Drehbuch                     |
| ---------- | --------- | ---------------------------------- | --------------------------------------- | -------------------- | ------------------------------------- | ----------------------------- | ---------------------------- |
| 153        | 1         | Klonen kann sich lohnen            | Steve and Snot’s Test-Tubular Adventure | 29. Sep. 2013        | 8. März 2015                          | Joe Daniello                  | Jordan Blum & Parker Deay    |
| 154        | 2         | Poltergasmus                       | Poltergasm                              | 6. Okt. 2013         | 8. März 2015                          | Pam Cooke & Valerie Fletcher  | Matt McKenna                 |
| 155        | 3         | Auf der Jagd                       | Buck, Wild                              | 3. Nov. 2013         | 15. März 2015                         | Josue Cervantes               | Brett Cawley & Robert Maitia |
| 156        | 4         | Die Meisterdiebin                  | Crotchwalkers                           | 10. Nov. 2013        | 15. März 2015                         | Tim Parsons & Jennifer Graves | Dan Vebber                   |
| 157        | 5         | Truthahn Kung Pao                  | Kung Pao Turkey                         | 24. Nov. 2013        | 22. März 2015                         | Rodney Clouden                | Erik Richter                 |
| 158        | 6         | Ein Stück vom Kuchen               | Independent Movie                       | 1. Dez. 2013         | 22. März 2015                         | Shawn Murray                  | Judah Miller                 |
| 159        | 7         | Faking Bad                         | Faking Bad                              | 8. Dez. 2013         | 29. März 2015                         | Jansen Yee                    | John Unholz                  |
| 160        | 8         | Der Krampus                        | Minstrel Krampus                        | 15. Dez. 2013        | 24. Dez. 2015                         | Josue Cervantes               | Murray Miller & Judah Miller |
| 161        | 9         | Vision: Impossible                 | Vision: Impossible                      | 5. Jan. 2014         | 5. Apr. 2015                          | Pam Cooke & Valerie Fletcher  | Ali Waller                   |
| 162        | 10        | Familyland                         | Familyland                              | 12. Jan. 2014        | 12. Apr. 2015                         | Joe Daniello                  | Joe Chandler & Nic Wegener   |
| 163        | 11        | Jekyll und Hyde                    | Cock of the Sleepwalk                   | 26. Jan. 2014        | 19. Apr. 2015                         | Shawn Murray                  | Brian Boyle                  |
| 164        | 12        | Stewardessen in besonderer Mission | Introducing the Naughty Stewardesses    | 16. März 2014        | 26. Apr. 2015                         | Josue Cervantes               | Judah Miller                 |
| 165        | 13        | Abenteuer auf dem Holodeck         | I Ain’t No Holodeck Boy                 | 23. März 2014        | 3. Mai 2015                           | Jansen Yee                    | Matt McKenna                 |
| 166        | 14        | Stan und die Pille                 | Stan Goes on the Pill                   | 30. März 2014        | 10. Mai 2015                          | Chris Bennett                 | Brett Cawley & Robert Maitia |
| 167        | 15        | Homeland Sweet Homeland            | Honey, I’m Homeland                     | 6. Apr. 2014         | 17. Mai 2015                          | Tim Parsons & Jennifer Graves | Dan Vebber                   |
| 168        | 16        | Überlebenstraining                 | She Swill Survive                       | 13. Apr. 2014        | 24. Mai 2015                          | Chris Bennett                 | Rick Singer                  |
| 169        | 17        | Rubberneckers                      | Rubberneckers                           | 27. Apr. 2014        | 31. Mai 2015                          | Rodney Clouden                | Joe Chandler & Nic Wegener   |
| 170        | 18        | Auf Jobsuche                       | Permanent Record Wrecker                | 4. Mai 2014          | 7. Juni 2015                          | Tim Parsons & Jennifer Graves | Brian Boyle                  |
| 171        | 19        | Nachrichten mit Genevieve Vavance  | News Glances With Genevieve Vavance     | 11. Mai 2014         | 21. Juni 2015                         | Shawn Murray                  | Ali Waller                   |
| 172        | 20        | Die weiteste Fernbeziehung         | The Longest Distance Relationship       | 18. Mai 2014         | 28. Juni 2015                         | Pam Cooke & Valerie Fletcher  | Jordan Blum & Parker Deay    |

## Staffel 11/12
Im Juli 2013 wurde bekannt, dass die Serie nach der zehnten Staffel von Fox zum Kabelsender TBS wechseln wird. Dafür gab TBS die Produktion einer elften Staffel mit 15 Episoden bekannt. Zuvor wurden aber noch 3 Folgen am 14. und 21. September 2014 auf Fox ausgestrahlt. Diese Folgen werden als elfte Staffel zusammengefasst. Somit besteht die elfte Staffel der Serie aus nur drei Folgen und ist auch zugleich die kürzeste Staffel der Serie. Die Ausstrahlung der ersten Staffelhälfte der zwölften Staffel lief vom 20. Oktober bis 1. Dezember 2014, die zweite Hälfte wurde vom 23. Februar bis 1. Juni 2015 ausgestrahlt.
In Deutschland wurde die elfte und zwölfte Staffel als eine gesamte Staffel zusammen synchronisiert und ausgestrahlt. Die deutschsprachige Erstausstrahlung wurde vom 10. April bis zum 5. Juni 2016 auf dem deutschen Free-TV-Sender Comedy Central ausgestrahlt.
| Nr. (ges.) | Nr. (St.) | Deutscher Titel                         | Originaltitel                         | Erstausstrahlung USA | Deutschsprachige Erstausstrahlung (D) | Regie                         | Drehbuch                                |
| ---------- | --------- | --------------------------------------- | ------------------------------------- | -------------------- | ------------------------------------- | ----------------------------- | --------------------------------------- |
| Staffel 11 |           |                                         |                                       |                      |                                       |                               |                                         |
| 173        | 1         | Abschied von der Bar                    | Roger Passes the Bar                  | 14. Sep. 2014        | 10. Apr. 2016                         | Josue Cervantes               | Charles Suozzi                          |
| 174        | 2         | Ein Junge namens Michael                | A Boy named Michael                   | 14. Sep. 2014        | 3. Apr. 2016                          | Joe Daniello                  | Erik Richter                            |
| 175        | 3         | Eine Liebesgeschichte                   | Blagsnarst: A Love Story              | 21. Sep. 2014        | 17. Apr. 2016                         | Chris Bennett                 | Wes Lukey                               |
| Staffel 12 |           |                                         |                                       |                      |                                       |                               |                                         |
| 176        | 1         | Blonde Ambitionen                       | Blonde Ambition                       | 20. Okt. 2014        | 24. Apr. 2016                         | Rodney Clouden                | Wayne Dublin, Carlo Hart & Evan Sandman |
| 177        | 2         | In Gefangenschaft                       | CIAPOW                                | 27. Okt. 2014        | 24. Apr. 2016                         | Jansen Yee                    | Joe Chandler & Nic Wegener              |
| 178        | 3         | Gerüche und Karate                      | Scents and Sensei-bility              | 3. Nov. 2014         | 1. Mai 2016                           | Tim Parsons & Jennifer Graves | Wayne Dublin, Carlo Hart & Evan Sandman |
| 179        | 4         | Stan auf dem Campus                     | Big Stan on Campus                    | 10. Nov. 2014        | 1. Mai 2016                           | Pam Cooke & Valerie Fletcher  | Brian Boyle                             |
| 180        | 5         | Besuch von Gwen                         | Now and Gwen                          | 17. Nov. 2014        | 8. Mai 2016                           | Chris Bennett                 | Rachael Bogert & Emily Wood             |
| 181        | 6         | Die Weihnachtswünsche                   | Dreaming of a White Porsche Christmas | 1. Dez. 2014         | 25. Dez. 2016                         | Shawn Murray                  | Brian Boyle                             |
| 182        | 7         | Der Geschlechtertausch                  | LGBSteve                              | 23. Feb. 2015        | 8. Mai 2016                           | Joe Daniello                  | Erik Richter                            |
| 183        | 8         | Die Morgensendung                       | Morning Mimosa                        | 2. März 2015         | 15. Mai 2016                          | Josue Cervantes               | Ali Waller                              |
| 184        | 9         | Die Affäre                              | My Affair Lady                        | 9. März 2015         | 15. Mai 2016                          | Joe Daniello                  | Teresa Hsiao                            |
| 185        | 10        | Ein Star wird wiedergeboren             | A Star is Reborn                      | 16. März 2015        | 22. Mai 2016                          | Rodney Clouden                | Brett Cawley & Robert Maitia            |
| 186        | 11        | Die Reise nach New York                 | Manhattan Magical Murder Mystery Tour | 23. März 2015        | 22. Mai 2016                          | Jansen Yee                    | Kirk J. Rudell                          |
| 187        | 12        | Der Seelenklempner                      | The Shrink                            | 30. März 2015        | 29. Mai 2016                          | Pam Cooke & Valerie Fletcher  | Brett Cawley & Robert Maitia            |
| 188        | 13        | Heiliger Strohsack, Jeff ist wieder da! | Holy Shit, Jeff's Back                | 18. Mai 2015         | 29. Mai 2016                          | Tim Parsons & Jennifer Graves | Joe Chandler & Nic Wegener              |
| 189        | 14        | American Fung                           | American Fung                         | 25. Mai 2015         | 5. Juni 2016                          | Chris Bennett                 | Greg Cohen                              |
| 190        | 15        | Stan und der Krampfanfall               | Seizures Suit Stanny                  | 1. Juni 2015         | 5. Juni 2016                          | Josue Cervantes               | Erik Durbin                             |

## Staffel 13
Im November 2014 verlängerte TBS die Serie um zwei weitere Staffeln, die aus je 22 Episoden bestehen werden. Die 13. Staffel wurde vom 25. Januar 2016 bis 27. Juni 2016 in den Vereinigten Staaten ausgestrahlt. Die deutschsprachige Erstausstrahlung sendete der deutsche Free-TV-Sender Comedy Central vom 23. Oktober 2016 bis 5. März 2017.
| Nr. (ges.) | Nr. (St.) | Deutscher Titel                              | Originaltitel                                                    | Erstausstrahlung USA | Deutschsprachige Erstausstrahlung (D) | Regie                         | Drehbuch                     |
| ---------- | --------- | -------------------------------------------- | ---------------------------------------------------------------- | -------------------- | ------------------------------------- | ----------------------------- | ---------------------------- |
| 191        | 1         | Tief verwurzelt                              | Roots                                                            | 25. Jan. 2016        | 23. Okt. 2016                         | Shawn Murray                  | Brett Cawley & Robert Maitia |
| 192        | 2         | Steve Smith, die Wasserratte                 | The Life Aquatic with Steve Smith                                | 1. Feb. 2016         | 30. Okt. 2016                         | Rodney Clouden                | Kirk J. Rudell               |
| 193        | 3         | Die fröhliche Hayley                         | Hayley Smith, Seal Team Six                                      | 8. Feb. 2016         | 6. Nov. 2016                          | Jansen Yee                    | Teresa Hsiao                 |
| 194        | 4         | Die NSA                                      | N.S.A. (No Snoops Allowed)                                       | 15. Feb. 2016        | 13. Nov. 2016                         | Joe Daniello                  | Steve Hely                   |
| 195        | 5         | Gefährliche Brandung                         | Stan Smith as Keanu Reeves as Stanny Utah in Point Breakers      | 22. Feb. 2016        | 20. Nov. 2016                         | Pam Cooke & Valerie Fletcher  | Joe Chandler & Nic Wegener   |
| 196        | 6         | Die Kuss-Kamera                              | Kiss Kiss Cam Cam                                                | 29. Feb. 2016        | 27. Nov. 2016                         | Chris Bennett                 | Jordan Blum & Parker Deay    |
| 197        | 7         | Der Teufel trägt eine Anstecknadel           | The Devil Wears a Lapel Pin                                      | 7. März 2016         | 4. Dez. 2016                          | Josue Cervantes               | Zack Rosenblatt              |
| 198        | 8         | Schokolade umsonst                           | Stan-Dan Deliver                                                 | 14. März 2016        | 11. Dez. 2016                         | Shawn Murray                  | Rachael Bogert & Emily Wood  |
| 199        | 9         | Francine im Rampenlicht                      | Anchorfran                                                       | 21. März 2016        | 18. Dez. 2016                         | Rodney Clouden                | Jeff Kauffmann               |
| 200        | 10        | Die Zweihundert                              | The Two Hundred                                                  | 28. März 2016        | 25. Dez. 2016                         | Jansen Yee                    | Brett Cawley & Robert Maitia |
| 201        | 11        | Die Außenseiter                              | The Unincludeds                                                  | 11. Apr. 2016        | 1. Jan. 2017                          | Tim Parsons & Jennifer Graves | Ali Waller                   |
| 202        | 12        | Die Frau des Zahnarztes                      | The Dentist's Wife                                               | 18. Apr. 2016        | 8. Jan. 2017                          | Joe Daniello                  | Charles Suozzi               |
| 203        | 13        | Die vermeintlichen Witwen                    | Widow's Pique                                                    | 25. Apr. 2016        | 15. Jan. 2017                         | Pam Cooke & Valerie Fletcher  | Sam Brenner                  |
| 204        | 14        | Das Rollenspiel                              | The Nova Centauris-burgh Board of Tourism Presents: American Dad | 2. Mai 2016          | 22. Jan. 2017                         | Tim Parsons & Jennifer Graves | Jordan Blum & Parker Deay    |
| 205        | 15        | Auf nach Korea                               | Daesong Heavy Industries                                         | 9. Mai 2016          | 26. Feb. 2017                         | Chris Bennett                 | Greg Cohen                   |
| 206        | 16        | Auf nach Korea II: Die Rückkehr der Unschuld | Daesong Heavy Industries II: Return to Innocence                 | 16. Mai 2016         | 26. Feb. 2017                         | Josue Cervantes               | Zack Rosenblatt              |
| 207        | 17        | Die Legende von Billy Jesusworth             | Criss-Cross Applesauce: The Ballad of Billy Jesusworth           | 23. Mai 2016         | 29. Jan. 2017                         | Shawn Murray                  | Joe Chandler & Nic Wegener   |
| 208        | 18        | Die Salzmine                                 | Mine Struggle                                                    | 30. Mai 2016         | 5. Feb. 2017                          | Rodney Clouden                | Kirk J. Rudell               |
| 209        | 19        | Garfield und seine Freunde                   | Garfield and Friends                                             | 6. Juni 2016         | 12. Feb. 2017                         | Jansen Yee                    | Teresa Hsiao                 |
| 210        | 20        | Die Weihnachtsfeier                          | Gifted Me Liberty                                                | 13. Juni 2016        | 19. Feb. 2017                         | Joe Daniello                  | Charles Suozzi               |
| 211        | 21        | Der Volltreffer                              | Next of Pin                                                      | 20. Juni 2016        | 5. März 2017                          | Pam Cooke & Valerie Fletcher  | Jeff Kauffmann               |
| 212        | 22        | Standardabweichung                           | Standard Deviation                                               | 27. Juni 2016        | 5. März 2017                          | Tim Parsons & Jennifer Graves | Brian Boyle                  |

## Staffel 14
Die Erstausstrahlung der 14. Staffel war vom 7. November 2016 bis zum 11. September 2017 beim US-amerikanischen Fernsehsender TBS zu sehen. Die deutschsprachige Erstausstrahlung sendete der deutsche Free-TV-Sender Comedy Central vom 13. Mai bis 30. September 2018.
| Nr. (ges.) | Nr. (St.) | Deutscher Titel                         | Originaltitel                    | Erstausstrahlung USA | Deutschsprachige Erstausstrahlung (D) | Regie                         | Drehbuch                     |
| ---------- | --------- | --------------------------------------- | -------------------------------- | -------------------- | ------------------------------------- | ----------------------------- | ---------------------------- |
| 213        | 1         | Der vergessene Vatertag                 | Father’s Daze                    | 7. Nov. 2016         | 13. Mai 2018                          | Chris Bennett                 | Jordan Blum & Parker Deay    |
| 214        | 2         | Kampf und Flucht                        | Fight and Flight                 | 14. Nov. 2016        | 13. Mai 2018                          | Josue Cervantes               | Jeff Kauffmann               |
| 215        | 3         | Die Erleuchtung von Ragi-Baba           | The Enlightenment of Ragi-Baba   | 21. Nov. 2016        | 20. Mai 2018                          | Shawn Murray                  | Joe Chandler & Nic Wegener   |
| 216        | 4         | Porträt von Francines Geschlechtsteilen | Portrait of Francine's Genitals  | 28. Nov. 2016        | 27. Mai 2018                          | Rodney Clouden                | Steve Hely                   |
| 217        | 5         | Bahama Mama                             | Bahama Mama                      | 5. Dez. 2016         | 3. Juni 2018                          | Jansen Yee                    | Zack Rosenblatt              |
| 218        | 6         | Rogers Baby                             | Roger's Baby                     | 12. Dez. 2016        | 10. Juni 2018                         | Joe Daniello                  | Teresa Hsiao                 |
| 219        | 7         | 90° Nord, 0° West                       | Ninety North, Zero West          | 19. Dez. 2016        | 17. Juni 2018                         | Pam Cooke & Valerie Fletcher  | Brett Cawley & Robert Maitia |
| 220        | 8         | Aus der Bahn geworfen                   | Whole Slotta Love                | 10. Apr. 2017        | 24. Juni 2018                         | Chris Bennett                 | Charles Suozzi               |
| 221        | 9         | Die Hexen von Langley                   | The Witches of Langley           | 17. Apr. 2017        | 1. Juli 2018                          | Jansen Yee                    | Joe Chandler & Nic Wegener   |
| 222        | 10        | Schöner Abend für eine Spritztour       | A Nice Night for a Drive         | 24. Apr. 2017        | 8. Juli 2018                          | Josue Cervantes               | Sam Brenner                  |
| 223        | 11        | Casino Normale                          | Casino Normale                   | 1. Mai 2017          | 15. Juli 2018                         | Shawn Murray                  | Tim Saccardo                 |
| 224        | 12        | Bazooka Steve                           | Bazooka Steve                    | 29. Mai 2017         | 22. Juli 2018                         | Rodney Clouden                | Joel Hurwitz                 |
| 225        | 13        | Camp Campawanda                         | Camp Campawanda                  | 5. Juni 2017         | 29. Juli 2018                         | Tim Parsons & Jennifer Graves | Kirk J. Rudell               |
| 226        | 14        | Julia Rogerts                           | Julia Rogerts                    | 12. Juni 2017        | 5. Aug. 2018                          | Joe Daniello                  | Kathryn Borel                |
| 227        | 15        | Das Leben und Wirken des Stan Smith     | The Life and Times of Stan Smith | 24. Juli 2017        | 12. Aug. 2018                         | Pam Cooke & Valerie Fletcher  | Jordan Blum & Parker Deay    |
| 228        | 16        | Die harte Realität                      | The Bitchin’ Race                | 31. Juli 2017        | 19. Aug. 2018                         | Jansen Yee                    | Kirk J. Rudell               |
| 229        | 17        | Familienplanung                         | Family Plan                      | 7. Aug. 2017         | 26. Aug. 2018                         | Chris Bennett                 | Zack Rosenblatt              |
| 230        | 18        | Bombenstimmung                          | The Long Bomb                    | 14. Aug. 2017        | 2. Sep. 2018                          | Josue Cervantes               | Brett Cawley & Robert Maitia |
| 231        | 19        | Kloger                                  | Kloger                           | 21. Aug. 2017        | 9. Sep. 2018                          | Shawn Murray                  | Teresa Hsiao                 |
| 232        | 20        | Stan, der Müllmann                      | Garbage Stan                     | 28. Aug. 2017        | 16. Sep. 2018                         | Rodney Clouden                | Paul Stroud                  |
| 233        | 21        | Der talentierte Mr. Dingleberry         | The Talented Mr. Dingleberry     | 4. Sep. 2017         | 23. Sep. 2018                         | Tim Parsons & Jennifer Graves | Jeff Kauffmann               |
| 234        | 22        | Auf nach Mexiko                         | West to Mexico                   | 11. Sep. 2017        | 30. Sep. 2018                         | Joe Daniello                  | Brian Boyle                  |

## Staffel 15
Die Erstausstrahlung der 15. Staffel war vom 25. Dezember 2017 bis zum 8. April 2019 beim US-amerikanischen Fernsehsender TBS zu sehen. Die deutschsprachige Erstausstrahlung sendete der deutsche Pay-TV-Sender TNT Comedy vom 12. Dezember 2018 bis zum 1. Oktober 2019 innerhalb des [adult swim] Programmblockes. Die Free-TV-Premiere wurde vom 14. April 2019 bis zum 1. März 2020 beim deutschen Free-TV-Sender Comedy Central gesendet.
| Nr. (ges.) | Nr. (St.) | Deutscher Titel             | Originaltitel                     | Erstausstrahlung USA | Deutschsprachige Erstausstrahlung (D) | Regie                         | Drehbuch                     |
| ---------- | --------- | --------------------------- | --------------------------------- | -------------------- | ------------------------------------- | ----------------------------- | ---------------------------- |
| 235        | 1         | Santa, Schmanta             | Santa Schmanta                    | 25. Dez. 2017        | 13. Dez. 2018                         | Joe Daniello                  | Teresa Hsiao                 |
| 236        | 2         | Verschwörungsparanoia       | Paranoid Frandroid                | 12. Feb. 2018        | 13. Dez. 2018                         | Pam Cooke & Valerie Fletcher  | Joel Hurwitz                 |
| 237        | 3         | Das Zählen der Lämmer       | The Census of the Lambs           | 19. Feb. 2018        | 20. Dez. 2018                         | Tim Parsons & Jennifer Graves | Sam Brenner                  |
| 238        | 4         | Eier-Wahnsinn               | Shell Game                        | 26. Feb. 2018        | 20. Dez. 2018                         | Chris Bennett                 | Brett Cawley & Robert Maitia |
| 239        | 5         | Stan macht sich ein Bild    | The Mural of the Story            | 5. März 2018         | 12. Dez. 2018                         | Josue Cervantes               | Jeff Kauffmann               |
| 240        | 6         | Hayley hört die Signale     | (You Gotta) Strike for Your Right | 12. März 2018        | 27. Dez. 2018                         | Shawn Murray                  | Tim Saccardo                 |
| 241        | 7         | Klaustastrophe.tv           | Klaustastrophe.tv                 | 19. März 2018        | 3. Jan. 2019                          | Rodney Clouden                | Kirk J. Rudell               |
| 242        | 8         | Tod durch eine Dinnerparty  | Death by Dinner Party             | 26. März 2018        | 3. Jan. 2019                          | Jansen Yee                    | Joe Chandler & Nic Wegener   |
| 243        | 9         | Eine endlose Geschichte     | The Never-Ending Stories          | 9. Apr. 2018         | 10. Jan. 2019                         | Pam Cooke & Valerie Fletcher  | Jordan Blum & Parker Deay    |
| 244        | 10        | Zug um Zug                  | Railroaded                        | 16. Apr. 2018        | 10. Jan. 2019                         | Tim Parsons & Jennifer Graves | Zack Rosenblatt              |
| 245        | 11        | Das Keuschheitsgelübde      | My Purity Ball and Chain          | 23. Apr. 2018        | 17. Jan. 2019                         | Chris Bennett                 | Charles Suozzi               |
| 246        | 12        | Der Oregon Trail            | OreTron Trail                     | 30. Apr. 2018        | 17. Jan. 2019                         | Josue Cervantes               | Paul Stroud                  |
| 247        | 13        | Gemeine Francine            | Mean Francine                     | 7. Mai 2018          | 24. Jan. 2019                         | Shawn Murray                  | Nicole Shabtai               |
| 248        | 14        | Die Aufgeberin              | One-Woman Swole                   | 11. Feb. 2019        | 3. Sep. 2019                          | Rodney Clouden                | Sasha Stroman                |
| 249        | 15        | Flavortown                  | Flavortown                        | 18. Feb. 2019        | 3. Sep. 2019                          | Jansen Yee                    | Greg Cohen                   |
| 250        | 16        | Der Schmetterlingseffekt    | Persona Assistant                 | 25. Feb. 2019        | 10. Sep. 2019                         | Joe Daniello                  | Jeff Kauffmann               |
| 251        | 17        | Die Legende von Old Ulysses | The Legend Of Old Ulysses         | 4. März 2019         | 10. Sep. 2019                         | Pam Cooke & Valerie Fletcher  | Zack Rosenblatt              |
| 252        | 18        | Echte Brüder                | Twinanigans                       | 11. März 2019        | 17. Sep. 2019                         | Tim Parsons & Jennifer Graves | Jordan Blum & Parker Deay    |
| 253        | 19        | Steve - The Big Dog         | Top of the Steve                  | 18. März 2019        | 17. Sep. 2019                         | Chris Bennett                 | Joe Chandler & Nic Wegener   |
| 254        | 20        | Funnyish Games              | Funnyish Games                    | 25. März 2019        | 24. Sep. 2019                         | Josue Cervantes               | Kirk J. Rudell               |
| 255        | 21        | Fleabiscuit                 | Fleabiscuit                       | 1. Apr. 2019         | 24. Sep. 2019                         | Shawn Murray                  | Teresa Hsiao                 |
| 256        | 22        | Endstation Borax            | The Future is Borax               | 8. Apr. 2019         | 1. Okt. 2019                          | Rodney Clouden                | Brett Cawley & Robert Maitia |

## Staffel 16
Die Erstausstrahlung der 16. Staffel wurde vom 15. April 2019 bis zum 27. April 2020 beim US-amerikanischen Fernsehsender TBS gesendet. Die deutschsprachige Erstausstrahlung sendete der deutsche Pay-TV-Sender TNT Comedy vom 1. Oktober bis zum 10. Dezember 2019. Die Free-TV-Premiere wird seit dem 8. März 2020 beim deutschen Free-TV-Sender Comedy Central gesendet.
| Nr. (ges.) | Nr. (St.) | Deutscher Titel                        | Originaltitel                          | Erstausstrahlung USA | Deutschsprachige Erstausstrahlung (D) | Regie                         | Drehbuch                     |
| ---------- | --------- | -------------------------------------- | -------------------------------------- | -------------------- | ------------------------------------- | ----------------------------- | ---------------------------- |
| 257        | 1         | Fantasie-Baseball                      | Fantasy Baseball                       | 15. Apr. 2019        | 1. Okt. 2019                          | Jansen Yee                    | Tim Saccardo                 |
| 258        | 2         | Kleider machen Leute                   | I Am The Jeans: The Gina Lavetti Story | 22. Apr. 2019        | 8. Okt. 2019                          | Joe Daniello                  | Nicole Shabtai               |
| 259        | 3         | Stan & Francine & Connie & Ted         | Stan & Francine & Connie & Ted         | 29. Apr. 2019        | 8. Okt. 2019                          | Pam Cooke & Valerie Fletcher  | Jeff Kauffmann               |
| 260        | 4         | Auf der Jagd nach dem weißen Kaninchen | Rabbit Ears                            | 6. Mai 2019          | 15. Okt. 2019                         | Tim Parsons & Jennifer Graves | Brett Cawley & Robert Maitia |
| 261        | 5         | Jeff und die Marihuanafabrik           | Jeff and The Dank Ass Weed Factory     | 13. Mai 2019         | 15. Okt. 2019                         | Chris Bennett                 | Joe Chandler & Nic Wegener   |
| 262        | 6         | Echte Freunde                          | Lost Boys                              | 20. Mai 2019         | 22. Okt. 2019                         | Josue Cervantes               | Joel Hurwitz                 |
| 263        | 7         | Hai?!                                  | Shark?!                                | 27. Mai 2019         | 22. Okt. 2019                         | Shawn Murray                  | Jordan Blum & Parker Deay    |
| 264        | 8         | Der lange Marsch                       | The Long March                         | 3. Juni 2019         | 29. Okt. 2019                         | Rodney Clouden                | Charles Suozzi               |
| 265        | 9         | Die Fluraufsicht und die Kantinenfrau  | The Hall Monitor and the Lunch Lady    | 10. Juni 2019        | 29. Okt. 2019                         | Jansen Yee                    | Zack Rosenblatt              |
| 266        | 10        | Wild und frei                          | Wild Women Do                          | 17. Juni 2019        | 5. Nov. 2019                          | Joe Daniello                  | Marc Carusiello              |
| 267        | 11        | Die perfekte Ehefrau                   | An Irish Goodbye                       | 24. Juni 2019        | 5. Nov. 2019                          | Pam Cooke & Valerie Fletcher  | Laura Beason                 |
| 268        | 12        | Mit Stomp und Stiel                    | Stompe Le Monde                        | 1. Juli 2019         | 12. Nov. 2019                         | Tim Parsons & Jennifer Graves | Zack Rosenblatt              |
| 269        | 13        | Mamas Soßen                            | Mom Sauce                              | 8. Juli 2019         | 12. Nov. 2019                         | Chris Bennett                 | Sasha Stroman                |
| 270        | 14        | Die Dosis macht das Gift               | Hamerican Dad!                         | 15. Juli 2019        | 19. Nov. 2019                         | Josue Cervantes               | Sam Brenner                  |
| 271        | 15        | Demolition Daddy                       | Demolition Daddy                       | 22. Juli 2019        | 19. Nov. 2019                         | Shawn Murray                  | Paul Stroud                  |
| 272        | 16        | Hochmut kommt vor dem Fall             | Pride before the Fail                  | 29. Juli 2019        | 26. Nov. 2019                         | Rodney Clouden                | Soren Bowie                  |
| 273        | 17        | Stanferato                             | Enter Stanman                          | 5. Aug. 2019         | 26. Nov. 2019                         | Jansen Yee                    | Jeff Kauffmann               |
| 274        | 18        | Keine Hochzeit und ein Todesfall       | No Weddings and a Funeral              | 12. Aug. 2019        | 3. Dez. 2019                          | Joe Daniello                  | Tim Saccardo                 |
| 275        | 19        | Die acht Feuer                         | Eight Fires                            | 19. Aug. 2019        | 3. Dez. 2019                          | Pam Cooke & Valerie Fletcher  | Brett Cawley & Robert Maitia |
| 276        | 20        | Schlaf schön, Rogu                     | The Hand that Rocks the Rogu           | 26. Aug. 2019        | 10. Dez. 2019                         | Tim Parsons & Jennifer Graves | Jordan Blum & Parker Deay    |
| 278        | 21        | Downtown                               | Downtown                               | 20. Apr. 2020        | 24. Nov. 2020                         | Chris Bennett                 | Joe Chandler & Nic Wegener   |
| 279        | 22        | Stripperträume                         | Cheek to Cheek: A Stripper's Story     | 27. Apr. 2020        | 1. Dez. 2020                          | Josue Cervantes               | Charles Suozzi               |

## Staffel 17
Die Erstausstrahlung der 17. Staffel wurde vom 13. April bis zum 21. Dezember 2020 beim US-amerikanischen Fernsehsender TBS gesendet. Die deutschsprachige Erstausstrahlung wurde vom 24. November 2020 bis zum 9. Februar 2021 beim deutschen Pay-TV-Sender TNT Comedy gesendet.
| Nr. (ges.) | Nr. (St.) | Deutscher Titel              | Originaltitel                           | Erstausstrahlung USA | Deutschsprachige Erstausstrahlung (D) | Regie                         | Drehbuch                                 |
| ---------- | --------- | ---------------------------- | --------------------------------------- | -------------------- | ------------------------------------- | ----------------------------- | ---------------------------------------- |
| 277        | 1         | Der ewige Narr               | 100 Years a Solid Fool                  | 13. Apr. 2020        | 24. Nov. 2020                         | Shawn Murray                  | Charles Suozzi                           |
| 280        | 2         | Ein Starboy ohne Regeln      | A Starboy is Born                       | 4. Mai 2020          | 1. Dez. 2020                          | Chris Bennett                 | Abel "The Weeknd" Tesfaye & Joel Hurwitz |
| 281        | 3         | Mutterliebe                  | Tapped Out                              | 11. Mai 2020         | 8. Dez. 2020                          | Rodney Clouden                | Nicole Shabtai                           |
| 282        | 4         | Game Over                    | Brave N00b World                        | 18. Mai 2020         | 8. Dez. 2020                          | Jansen Yee                    | Joel Hurwitz                             |
| 283        | 5         | Schatten der Vergangenheit   | Into the Woods                          | 25. Mai 2020         | 15. Dez. 2020                         | Joe Daniello                  | Sam Brenner                              |
| 284        | 6         | Ein Fisch, Zwei Fische       | One Fish, Two Fish                      | 1. Juni 2020         | 15. Dez. 2020                         | Tim Parsons & Jennifer Graves | Tim Saccardo                             |
| 285        | 7         | Ein tödliches Geschäft       | Exquisite Corpses                       | 8. Juni 2020         | 22. Dez. 2020                         | Chris Bennett                 | Brett Cawley & Robert Maitia             |
| 286        | 8         | Pokalsieger                  | Trophy Wife, Trophy Life                | 15. Juni 2020        | 22. Dez. 2020                         | Shawn Murray                  | Sasha Stroman                            |
| 287        | 9         | Spieleabend                  | Game Night                              | 22. Juni 2020        | 29. Dez. 2020                         | Rodney Clouden                | Zack Rosenblatt                          |
| 288        | 10        | Das Experiment               | American Data?                          | 29. Juni 2020        | 29. Dez. 2020                         | Jansen Yee                    | Paul Stroud                              |
| 289        | 11        | Aus Liebe zu Sllort          | Salute Your Sllort                      | 6. Juli 2020         | 5. Jan. 2021                          | Joe Daniello                  | Parker Deay                              |
| 290        | 12        | Der Opa-Geist                | Ghost Dad                               | 13. Juli 2020        | 5. Jan. 2021                          | Pam Cooke                     | Soren Bowie                              |
| 291        | 13        | Der Junggesellenabschied     | Men II Boyz                             | 20. Juli 2020        | 12. Jan. 2021                         | Tim Parsons & Jennifer Graves | Alisha Ketry                             |
| 292        | 14        | Farm Tough                   | First, Do No Farm                       | 27. Juli 2020        | 12. Jan. 2021                         | Josue Cervantes               | Jeff Kauffmann                           |
| 293        | 15        | Roger braucht Dick           | Roger Needs Dick                        | 2. Juni 2020 (VOD)   | 19. Jan. 2021                         | Pam Cooke & Valerie Fletcher  | Joe Chandler & Nic Wegener               |
| 294        | 16        | Die alte Heimat              | The Old Country                         | 10. Aug. 2020        | 19. Jan. 2021                         | Shawn Murray                  | Tim Saccardo                             |
| 295        | 17        | Brünett und dick im Geschäft | Businessly Brunette                     | 17. Aug. 2020        | 26. Jan. 2021                         | Rodney Clouden                | Zack Rosenblatt                          |
| 296        | 18        | Sanftes Geflüster            | The Chilly Thrillies                    | 24. Aug. 2020        | 26. Jan. 2021                         | Jansen Yee                    | Laura Beason                             |
| 297        | 19        | Verdammt, Stan!              | Dammmm, Stan!                           | 31. Aug. 2020        | 2. Feb. 2021                          | Joe Daniello                  | Parker Deay                              |
| 298        | 20        | Todeszug nach Dodge City     | The Last Ride of the Dodge City Rambler | 7. Sep. 2020         | 2. Feb. 2021                          | Pam Cooke                     | Charles Suozzi                           |
| 299        | 21        | 300                          | 300                                     | 14. Sep. 2020        | 9. Feb. 2021                          | Tim Parsons & Jennifer Graves | Joe Chandler & Nic Wegener               |
| 300        | 22        | Der Weihnachtsputz           | Yule. Tide. Repeat.                     | 21. Dez. 2020        | 9. Feb. 2021                          | Josue Cervantes               | Jeff Kauffmann                           |

## Staffel 18
Die Erstausstrahlung der 18. Staffel wurde vom 19. April bis zum 25. Oktober 2021 beim US-amerikanischen Fernsehsender TBS gesendet. Die deutschsprachige Erstausstrahlung wurde vom 2. Februar bis 29. Juni 2022 beim Streamingdienst Disney+ im Wochentakt veröffentlicht.
| Nr. (ges.) | Nr. (St.) | Deutscher Titel                                                          | Originaltitel                                                             | Erstausstrahlung USA | Deutschsprachige Erstausstrahlung (D) | Regie           | Drehbuch                     |
| ---------- | --------- | ------------------------------------------------------------------------ | ------------------------------------------------------------------------- | -------------------- | ------------------------------------- | --------------- | ---------------------------- |
| 301        | 1         | Zu schlau für die Welt?                                                  | Who Smarted?                                                              | 19. Apr. 2021        | 2. Feb. 2022                          | Chris Bennett   | Jeff Kauffmann               |
| 302        | 2         | Die russische Puppe                                                      | Russian Doll                                                              | 26. Apr. 2021        | 9. Feb. 2022                          | Josue Cervantes | Zack Rosenblatt              |
| 303        | 3         | Stan zieht nach Chicago                                                  | Stan Moves to Chicago                                                     | 3. Mai 2021          | 16. Feb. 2022                         | Shawn Murray    | Nic Wegener                  |
| 304        | 4         | Die Lachgas-Mafia                                                        | Shakedown Steve                                                           | 10. Mai 2021         | 23. Feb. 2022                         | Rodney Clouden  | Tim Saccardo                 |
| 305        | 5         | Klaus und Rogu in "Stein oder nicht Stein" - Ein American-Dad!-Abenteuer | Klaus and Rogu in "Thank God for Loose Rocks": An American Dad! Adventure | 17. Mai 2021         | 2. März 2022                          | Jansen Yee      | Joe Chandler                 |
| 306        | 6         | Das Wunderkabinett                                                       | The Wondercabinet                                                         | 24. Mai 2021         | 9. März 2022                          | Joe Daniello    | Brett Cawley & Robert Maitia |
| 307        | 7         | Roger hat den Biss verloren                                              | Little Bonnie Ramirez                                                     | 31. Mai 2021         | 16. März 2022                         | Jennifer Graves | Parker Deay                  |
| 308        | 8         | Meine kleine Zellkultur                                                  | Dancin' A-With my Cell                                                    | 7. Juni 2021         | 23. März 2022                         | Tim Parsons     | Charles Suozzi               |
| 309        | 9         | Grübeln ist übel                                                         | Mused and Abused                                                          | 14. Juni 2021        | 30. März 2022                         | Chris Bennett   | Sam Brenner                  |
| 310        | 10        | Henderson                                                                | Henderson                                                                 | 21. Juni 2021        | 6. Apr. 2022                          | Shawn Murray    | Joel Hurwitz                 |
| 311        | 11        | Erstens kommt es anders, und zweitens als man denkt                      | Hot Scoomp                                                                | 28. Juni 2021        | 13. Apr. 2022                         | John O’Day      | Nicole Shabtai               |
| 312        | 12        | Der Holzfäller-Wettbewerb                                                | Lumberjerk                                                                | 5. Juli 2021         | 20. Apr. 2022                         | Joe Daniello    | Paul Stroud                  |
| 313        | 13        | Stan & Francine & Stan & Francine & Radika                               | Stan & Francine & Stan & Francine & Radika                                | 12. Juli 2021        | 27. Apr. 2022                         | Jennifer Graves | Steve Hely                   |
| 314        | 14        | Erst lesen, dann herunterspülen                                          | Flush After Reading                                                       | 19. Juli 2021        | 4. Mai 2022                           | Tim Parsons     | Laura Beason                 |
| 315        | 15        | Der Resthaarkünstler                                                     | Comb Over: A Hair Piece                                                   | 26. Juli 2021        | 11. Mai 2022                          | Chris Bennett   | Brett Cawley & Robert Maitia |
| 316        | 16        | Viel Plot                                                                | Plot Heavy                                                                | 2. Aug. 2021         | 18. Mai 2022                          | Jansen Yee      | Soren Bowie                  |
| 317        | 17        | Verhängnisvolles Schicksal!!                                             | The Sinister Fate!!                                                       | 9. Aug. 2021         | 25. Mai 2022                          | Josue Cervantes | Jeff Kauffmann               |
| 318        | 18        | Dr. Sundersons Sonnenanbeter                                             | Dr. Sunderson's SunSuckers                                                | 16. Aug. 2021        | 29. Juni 2022                         | Shawn Murray    | Nic Wegener                  |
| 319        | 19        | Familienzeit                                                             | Family Time                                                               | 23. Aug. 2021        | 29. Juni 2022                         | John O’Day      | Zack Rosenblatt              |
| 320        | 20        | Heulsuse                                                                 | Cry Baby                                                                  | 30. Aug. 2021        | 29. Juni 2022                         | Jansen Yee      | Joe Chandler                 |
| 321        | 21        | Klar wie Kloßbrühe                                                       | Crystal Clear                                                             | 6. Sep. 2021         | 29. Juni 2022                         | Joe Daniello    | Parker Deay                  |
| 322        | 22        | Steves Kampf für die Wissenschaft                                        | Steve's Franken Out                                                       | 25. Okt. 2021        | 29. Juni 2022                         | Josue Cervantes | Alisha Ketry                 |

## Staffel 19
Die Erstausstrahlung der 19. Staffel wurde vom 24. Januar bis zum 19. Dezember 2022 beim US-amerikanischen Fernsehsender TBS gesendet. Die deutschsprachige Erstausstrahlung wurde vom 6. Dezember 2022 bis 21. Februar 2023 beim deutschen Pay-TV-Sender Warner TV Comedy gesendet. Einen Tag später wurde die komplette Staffel auf Disney+ veröffentlicht.
| Nr. (ges.) | Nr. (St.) | Deutscher Titel                    | Originaltitel                       | Erstausstrahlung USA | Deutschsprachige Erstausstrahlung (D) | Regie           | Drehbuch                     |
| ---------- | --------- | ---------------------------------- | ----------------------------------- | -------------------- | ------------------------------------- | --------------- | ---------------------------- |
| 323        | 1         | Reality-TV                         | Langley Dollar Listings             | 24. Jan. 2022        | 6. Dez. 2022                          | Jennifer Graves | Nic Wegener                  |
| 324        | 2         | Schickimicki                       | Dressed Down                        | 31. Jan. 2022        | 13. Dez. 2022                         | Tim Parsons     | Jeff Kauffmann               |
| 325        | 3         | Zeugenschutz                       | The Book of Fischer                 | 7. Feb. 2022         | 20. Dez. 2022                         | Chris Bennett   | Parker Deay                  |
| 326        | 4         | Roger, sein Selbst und die Findung | A Roger Story                       | 14. Feb. 2022        | 27. Dez. 2022                         | Josue Cervantes | Joe Chandler                 |
| 327        | 5         | Skispaß auf der Deponie            | Epic Powder Dump                    | 21. Feb. 2022        | 3. Jan. 2023                          | Shawn Murray    | Tim Saccardo                 |
| 328        | 6         | Petticoats und Pomade              | American Dad Graffito               | 28. Feb. 2022        | 10. Jan. 2023                         | John O’Day      | Kevin Tyler                  |
| 329        | 7         | Jenseits der Nische                | Beyond the Alcove                   | 7. März 2022         | 17. Jan. 2023                         | Jansen Yee      | Joel Hurwitz                 |
| 330        | 8         | Ein Lied von Messern und Feuer     | A Song of Knives and Fire           | 14. März 2022        | 24. Jan. 2023                         | Joe Daniello    | Charles Suozzi               |
| 331        | 9         | Der seltsame Fall des alten Lochs  | The Curious Case of the Old Hole    | 5. Sep. 2022         | 7. Feb. 2023                          | Chris Bennett   | Soren Bowie                  |
| 332        | 10        | Brezelhirn                         | Gold Top Nuts                       | 12. Sep. 2022        | 31. Jan. 2023                         | Jennifer Graves | Brett Cawley & Robert Maitia |
| 333        | 11        | Die drei Fs                        | The Three Fs                        | 19. Sep. 2022        | 21. Feb. 2023                         | Shawn Murray    | Alisha Ketry                 |
| 334        | 12        | Geknuddelt: Eine Liebesgeschichte  | Smooshed: A Love Story              | 26. Sep. 2022        | 22. Feb. 2023                         | John O’Day      | Nicole Shabtai               |
| 335        | 13        | Grüner wird's nicht                | The Fast and the Spurious           | 3. Okt. 2022         | 22. Feb. 2023                         | Joe Daniello    | Curtis Cook                  |
| 336        | 14        | Eine Liga für sich                 | A League of His Own                 | 10. Okt. 2022        | 14. Feb. 2023                         | Josue Cervantes | Sam Brenner                  |
| 337        | 15        | Sie sind hier                      | You Are Here                        | 31. Okt. 2022        | 22. Feb. 2023                         | Tim Parsons     | Joe Chandler                 |
| 338        | 16        | Lautsprecher gefällig?             | I Heard You Wanna Buy Some Speakers | 7. Nov. 2022         | 22. Feb. 2023                         | Jansen Yee      | Paul Stroud                  |
| 339        | 17        | Hayley, die Pfadfinderin!          | Hayley Was a Girl Scout?            | 14. Nov. 2022        | 22. Feb. 2023                         | Jennifer Graves | Yolanda Carney               |
| 340        | 18        | Bitte, bitte, Jeff                 | Please Please Jeff                  | 21. Nov. 2022        | 22. Feb. 2023                         | Chris Bennett   | Laura Beason                 |
| 341        | 19        | Jambalaya                          | Jambalaya                           | 28. Nov. 2022        | 22. Feb. 2023                         | Josue Cervantes | Nic Wegener                  |
| 342        | 20        | Gernot & Strudel                   | Gernot & Strudel                    | 5. Dez. 2022         | 22. Feb. 2023                         | Shawn Murray    | Zack Rosenblatt              |
| 343        | 21        | Echos                              | Echoes                              | 12. Dez. 2022        | 22. Feb. 2023                         | John O’Day      | Jeff Kauffmann               |
| 344        | 22        | Roger in der Krise                 | The Grounch                         | 19. Dez. 2022        | 22. Feb. 2023                         | Tim Parsons     | Zack Rosenblatt              |

## Staffel 20
Die Erstausstrahlung der 20. Staffel wurde vom 27. März bis 18. Dezember 2023 beim US-amerikanischen Fernsehsender TBS gesendet. Die deutschsprachige Erstausstrahlung der ersten zehn Folgen wurde vom 5. Dezember 2023 bis 6. Februar 2024 beim deutschen Pay-TV-Sender Warner TV Comedy gesendet. 
| Nr. (ges.) | Nr. (St.) | Deutscher Titel                             | Originaltitel                                   | Erstausstrahlung USA | Deutschsprachige Erstausstrahlung (D) | Regie           | Drehbuch                     |
| ---------- | --------- | ------------------------------------------- | ----------------------------------------------- | -------------------- | ------------------------------------- | --------------- | ---------------------------- |
| 345        | 1         | Weggenosse                                  | Fellow Traveler                                 | 27. März 2023        | 5. Dez. 2023                          | Joe Daniello    | Brett Cawley & Robert Maitia |
| 346        | 2         | Der Professor und der Coach                 | The Professor and the Coach                     | 3. Apr. 2023         | 12. Dez. 2023                         | Jansen Yee      | Joe Chandler                 |
| 347        | 3         | Rektor mit Mucken                           | Viced Principal                                 | 10. Apr. 2023        | 19. Dez. 2023                         | Jennifer Graves | Parker Deay                  |
| 348        | 4         | Heimsuchung im Hause Smith                  | The Pleasanting at Smith House                  | 17. Apr. 2023        | 26. Dez. 2023                         | Tim Parsons     | Joel Hurwitz                 |
| 349        | 5         | Fantastisch elastisch                       | Stretched Thin                                  | 1. Mai 2023          | 2. Jan. 2024                          | Chris Bennett   | Sam Brenner                  |
| 350        | 6         | Schwarz auf weiß                            | Better on Paper                                 | 8. Mai 2023          | 9. Jan. 2024                          | Joe Daniello    | Alisha Ketry                 |
| 351        | 7         | Was is'n mit den Gewissensbissen?           | Cow I Met Your Moo-ther                         | 15. Mai 2023         | 16. Jan. 2024                         | John O’Day      | Zack Rosenblatt              |
| 352        | 8         | Stan repariert eine Schindel                | Stan Fixes a Shingle                            | 22. Mai 2023         | 23. Jan. 2024                         | Josue Cervantes | Tim Saccardo                 |
| 353        | 9         | Das Gesicht wahren                          | Saving Face                                     | 29. Mai 2023         | 30. Jan. 2024                         | Jennifer Graves | Charles Suozzi               |
| 354        | 10        | Eine Fran-tastische Reise                   | Frantastic Voyage                               | 4. Sep. 2023         | 6. Feb. 2024                          | Tim Parsons     | Soren Bowie                  |
| 355        | 11        | Ein bisschen geheimnisvoller                | A Little Mystery                                | 11. Sep. 2023        | 7. Feb. 2024                          | Chris Bennett   | Laura Beason                 |
| 356        | 12        | Sei bloß nicht mein Nachbar                 | Don't You Be My Neighbor                        | 18. Sep. 2023        | 7. Feb. 2024                          | Josue Cervantes | Paul Stroud                  |
| 357        | 13        | Produktive Panik                            | Productive Panic                                | 25. Sep. 2023        | 7. Feb. 2024                          | Shawn Murray    | Nicole Shabtai               |
| 358        | 14        | Ein Multiversum der American Dadness        | Multiverse of American Dadness                  | 2. Okt. 2023         | 7. Feb. 2024                          | John O’Day      | Curtis Cook                  |
| 359        | 15        | H.U.C.H.                                    | Z.O.I.N.C.S                                     | 30. Okt. 2023        | 7. Feb. 2024                          | Shawn Murray    | Jeff Kauffmann               |
| 360        | 16        | Eine neue Ära für das Haus der Smiths       | A New Era For the Smith House                   | 6. Nov. 2023         | 7. Feb. 2024                          | Jansen Yee      | Yolanda Carney               |
| 361        | 17        | Steve gleich Chaos                          | Between a Ring and a Hardass                    | 13. Nov. 2023        | 7. Feb. 2024                          | Joe Daniello    | Kevin Tyler                  |
| 362        | 18        | Fußabdrücke                                 | Footprints                                      | 20. Nov. 2023        | 7. Feb. 2024                          | Jennifer Graves | Joe Chandler                 |
| 363        | 19        | Steve, Snot und die Suche nach dem OG 4Loko | Steve, Snot, and the Quest for the Og Four Loko | 27. Nov. 2023        | 7. Feb. 2024                          | Tim Parsons     | Nic Wegener                  |
| 364        | 20        | Pokerface Francine                          | The Pink Sphinx Holds Her Hearts on the Turn    | 4. Dez. 2023         | 7. Feb. 2024                          | Chris Bennett   | Brett Cawley & Robert Maitia |
| 365        | 21        | Extra Knete                                 | A Little Extra Scratch                          | 11. Dez. 2023        | 7. Feb. 2024                          | Josue Cervantes | Jeff Kauffmann               |
| 366        | 22        | Seliges Weihnachtsuniversum                 | Into the Jingleverse                            | 18. Dez. 2023        | 7. Feb. 2024                          | Jansen Yee      | Nic Wegener                  |

## Staffel 21
Die Erstausstrahlung der 21. Staffel wird seit dem 28. Oktober 2024 beim US-amerikanischen Fernsehsender TBS gesendet. Die deutschsprachige Erstausstrahlung wurde vom 25. Februar bis 3. Juni 2025 beim deutschen Pay-TV-Sender Warner TV Comedy gesendet. Die komplette Staffel wurde am 4. Juni 2025 auf dem Streamingdienst Disney+ veröffentlicht.
| Nr. (ges.) | Nr. (St.) | Deutscher Titel                                   | Originaltitel                                  | Erstausstrahlung USA | Deutschsprachige Erstausstrahlung (D) | Regie           | Drehbuch                     |
| ---------- | --------- | ------------------------------------------------- | ---------------------------------------------- | -------------------- | ------------------------------------- | --------------- | ---------------------------- |
| 367        | 1         | Die Bank im Lebensmittelgeschäft                  | The Grocery Store Bank                         | 28. Okt. 2024        | 25. Feb. 2025                         | Shawn Murray    | Brett Cawley & Robert Maitia |
| 368        | 2         | Der braune Lotus                                  | Brown Lotus                                    | 4. Nov. 2024         | 4. März 2025                          | John O’Day      | Nic Wegener                  |
| 369        | 3         | Ich bin mein bester Freund                        | I’ve Got a Friend in Me                        | 11. Nov. 2024        | 11. März 2025                         | Jansen Yee      | Jeff Kauffmann               |
| 370        | 4         | Abenteuer am Chimborazo                           | Touch the Sun: A Chimborazo Adventure          | 18. Nov. 2024        | 18. März 2025                         | Joe Daniello    | Zack Rosenblatt              |
| 371        | 5         | Die Holzpromenade                                 | Under (and Over, and Beside) the Boardwalk     | 25. Nov. 2024        | 25. März 2025                         | Jennifer Graves | Parker Deay                  |
| 372        | 6         | Falsche Adresse                                   | The Violence of the Clams                      | 2. Dez. 2024         | 1. Apr. 2025                          | Tim Parsons     | Tim Saccardo                 |
| 373        | 7         | Eine erwachsene Frau                              | An Adult Woman                                 | 9. Dez. 2024         | 8. Apr. 2025                          | Chris Bennett   | Nicole Shabtai               |
| 374        | 8         | Rätselraten                                       | Piece by Piece                                 | 16. Dez. 2024        | 15. Apr. 2025                         | Josue Cervantes | Alisha Ketry                 |
| 375        | 9         | Fiese Weihnachten                                 | Nasty Christmas                                | 23. Dez. 2024        | 22. Apr. 2025                         | John O’Day      | Joel Hurwitz                 |
| 376        | 10        | Zu viel Knete                                     | Idiot Rich                                     | 30. Dez. 2024        | 29. Apr. 2025                         | Shawn Murray    | Andrew Rose                  |
| 377        | 11        | Das TV-Praktikum                                  | Killer Mimosa                                  | 6. Jan. 2025         | 6. Mai 2025                           | Jansen Yee      | Soren Bowie                  |
| 378        | 12        | Die Legende von Mike Madonia, dem Rototiller-Mann | The Legend of Mike Madonia, the Rototiller Man | 13. Jan. 2025        | 13. Mai 2025                          | Joe Daniello    | Paul Stroud                  |
| 379        | 13        | Das Clearview Motel                               | Clearview Motel                                | 20. Jan. 2025        | 20. Mai 2025                          | Jennifer Graves | Sam Brenner                  |
| 380        | 14        | Hayleys Space Jam                                 | The Girl Who Cried Space Jam                   | 27. Jan. 2025        | 27. Mai 2025                          | Tim Parsons     | Curtis Cook                  |
| 381        | 15        | Ganz im Stil von Männertrip                       | Get Him to the Greek Life Style                | 3. Feb. 2025         | 3. Juni 2025                          | Chris Bennett   | Kevin Tyler                  |
| 382        | 16        | Das verschwundene Bazooka Shark Babe              | The Mystery of the Missing Bazooka Shark Babe  | 10. Feb. 2025        | 4. Juni 2025                          | Josue Cervantes | Yolanda Carney               |
| 383        | 17        | Gefühlt voller Gefühle                            | Pork ’N Feelings                               | 17. Feb. 2025        | 4. Juni 2025                          | Shawn Murray    | Kate Spurgeon                |
| 384        | 18        | Die Not eines Handlungsreisenden                  | O Brothel, Where Art Thou?                     | 24. Feb. 2025        | 4. Juni 2025                          | John O'Day      | Jeff Kauffmann               |
| 385        | 19        | Die Krankheit                                     | The Sickness                                   | 3. März 2025         | 4. Juni 2025                          | Jansen Yee      | Zack Rosenblatt              |
| 386        | 20        | Silicon Steve                                     | Silicon Steve                                  | 10. März 2025        | 4. Juni 2025                          | Joe Daniello    | Nic Wegener                  |
| 387        | 21        | Der Beschützer                                    | Guardian                                       | 17. März 2025        | 4. Juni 2025                          | Tim Parsons     | Brian Boyle                  |
| 388        | 22        | Gigantische Fortschritte!                         | What Great Advancements!                       | 24. März 2025        | 4. Juni 2025                          | Jennifer Graves | Brett Cawley & Robert Maitia |